# Ytri(III) sulfat
Ytri(III) sulfat là một hợp chất vô cơ có công thức hóa học là Y2(SO4)3. Dạng phổ biến nhất là anhydrat và octahydrat.

## Phản ứng
Ytri(III) sulfat có thể phản ứng để tạo ra các muối kép như MY(SO4)2 và M3Y(SO4)3:
Y2(SO4)3 +  M2SO4 → 2MY(SO4)2
Y2(SO4)3 + 3M2SO4 → 2M3Y(SO4)3 (M = kim loại kiềm)

## Tổng hợp
Ytri(III) sulfat có thể được tổng hợp bằng cách sử dụng oxide, hydroxide hoặc muối carbonat tương ứng.
2Y(OH)3 + 3H2SO4 → Y2(SO4)3 + 6H2O